# Benjamin Francis Leftwich
Benjamin Francis Leftwich (York, Inglaterra, 4 de setembro de 1989) é um cantor e compositor inglês.

## Juventude
Benjamin começou a tocar e cantar aos 10 anos de idade e cresceu ouvindo The Rolling Stones, Nina Simone, Nick Drake, Bob Dylan e Elliot Smith.

## Carreira
Ele cita Arcade Fire, Ryan Adams e Bruce Springsteen como inspirações para a sua música. Ele lançou seu primeiro álbum de estúdio em julho de 2011, o álbum se chama Last Smoke Before The Snowstorm e deu ao músico uma certa popularidade. A música "Shine" foi eleita como a música mais viciante do ano de 2014, pois foi a mais repetida no Spotify. Seu segundo álbum de estúdio foi lançado em 19 de agosto de 2016 e se chama After The Rain.